# Cervonîi Sluci, Teofipol
Cervonîi Sluci (în ucraineană Червоний Случ) este un sat în comuna Halciînți din raionul Teofipol, regiunea Hmelnîțkîi, Ucraina.

## Demografie
Componența lingvistică a localității Cervonîi Sluci
     Ucraineană (98,23%)
     Rusă (1,77%)
Conform recensământului din 2001, majoritatea populației localității Cervonîi Sluci era vorbitoare de ucraineană (98,23%), existând în minoritate și vorbitori de rusă (1,77%).